# Paul Martin (hockey sur glace)
Pour les articles homonymes, voir Paul Martin (homonymie) et Martin.
Paul Martin (né le 5 mars 1981 à Minneapolis au Minnesota aux États-Unis) est un joueur professionnel américain de hockey sur glace. Il évolue au poste de défenseur.

## Biographie

### Carrière en club
Martin fait ses débuts dans le monde du hockey, au sein du programme Minnesota high school boys hockey de son état, programme regroupant 157 écoles de l'État. Il est sacré meilleur joueur de la saison 1999-2000 et est choisi par les Devils du New Jersey lors du repêchage d'entrée dans la Ligue nationale de hockey en deuxième tour (62e choix) la même année.
Il continue alors ses études et rejoint championnat universitaire (NCAA) en jouant pour les Golden Gophers du Minnesota de l'université du Minnesota. En 2002 et 2003, il gagne avec son équipe le championnat universitaire.
Il fait ses débuts directement dans la Ligue nationale de hockey en 2003-2004 sans passer par l'étape « traditionnelle » de la Ligue américaine de hockey.
Au cours du lock-out 2004-2005 de la LNH, il rejoint la Suisse et l'équipe de Fribourg-Gottéron puis retourne dans la LNH avec les Devils par la suite.
Le 1er juillet 2010, il signe en tant qu'agent libre avec les Penguins de Pittsburgh.
Le 1er juillet 2015, il signe un nouveau contrat avec les Sharks de San José pour quatre saisons et un salaire annuel de 4,85 millions de dollars.
Le 14 novembre 2018, il annonce sa retraite du hockey professionnel après une carrière de 14 ans dans la LNH.

### Carrière internationale
Il représente les États-Unis au niveau international.

## Statistiques

### En club
| Saison     | Équipe                      | Ligue      |     | Saison régulière | Saison régulière | Saison régulière | Saison régulière | Saison régulière |   | Séries éliminatoires | Séries éliminatoires | Séries éliminatoires | Séries éliminatoires | Séries éliminatoires |
| Saison     | Équipe                      | Ligue      | PJ  | B                | A                | Pts              | Pun              | PJ               | B | A                    | Pts                  | Pun                  |                      |                      |
| 2000-2001  | Golden Gophers du Minnesota | NCAA       | 38  | 3                | 17               | 20               | 8                | -                | - | -                    | -                    | -                    |                      |                      |
| 2001-2002  | Golden Gophers du Minnesota | NCAA       | 44  | 8                | 30               | 38               | 22               | -                | - | -                    | -                    | -                    |                      |                      |
| 2002-2003  | Golden Gophers du Minnesota | NCAA       | 45  | 9                | 30               | 39               | 32               | -                | - | -                    | -                    | -                    |                      |                      |
| 2003-2004  | Devils du New Jersey        | LNH        | 70  | 6                | 18               | 24               | 4                | 5                | 1 | 1                    | 2                    | 4                    |                      |                      |
| 2004-2005  | Fribourg-Gottéron           | LNA        | 11  | 3                | 4                | 7                | 2                | -                | - | -                    | -                    | -                    |                      |                      |
| 2005-2006  | Devils du New Jersey        | LNH        | 80  | 5                | 32               | 37               | 32               | 9                | 0 | 3                    | 3                    | 4                    |                      |                      |
| 2006-2007  | Devils du New Jersey        | LNH        | 82  | 3                | 23               | 26               | 18               | 11               | 0 | 4                    | 4                    | 6                    |                      |                      |
| 2007-2008  | Devils du New Jersey        | LNH        | 73  | 5                | 27               | 32               | 22               | 5                | 1 | 2                    | 3                    | 2                    |                      |                      |
| 2008-2009  | Devils du New Jersey        | LNH        | 73  | 5                | 28               | 33               | 36               | 7                | 0 | 4                    | 4                    | 2                    |                      |                      |
| 2009-2010  | Devils du New Jersey        | LNH        | 22  | 2                | 9                | 11               | 2                | 5                | 0 | 0                    | 0                    | 0                    |                      |                      |
| 2010-2011  | Penguins de Pittsburgh      | LNH        | 77  | 3                | 21               | 24               | 16               | 7                | 0 | 2                    | 2                    | 2                    |                      |                      |
| 2011-2012  | Penguins de Pittsburgh      | LNH        | 73  | 2                | 25               | 27               | 18               | 3                | 1 | 0                    | 1                    | 0                    |                      |                      |
| 2012-2013  | Penguins de Pittsburgh      | LNH        | 34  | 6                | 17               | 23               | 16               | 15               | 2 | 9                    | 11                   | 4                    |                      |                      |
| 2013-2014  | Penguins de Pittsburgh      | LNH        | 39  | 3                | 12               | 15               | 10               | 13               | 0 | 8                    | 8                    | 6                    |                      |                      |
| 2014-2015  | Penguins de Pittsburgh      | LNH        | 74  | 3                | 17               | 20               | 20               | 5                | 0 | 2                    | 2                    | 2                    |                      |                      |
| 2015-2016  | Sharks de San José          | LNH        | 78  | 3                | 17               | 20               | 22               | 24               | 0 | 5                    | 5                    | 6                    |                      |                      |
| 2016-2017  | Sharks de San José          | LNH        | 81  | 4                | 22               | 26               | 20               | 6                | 1 | 0                    | 1                    | 4                    |                      |                      |
| 2017-2018  | Sharks de San José          | LNH        | 14  | 0                | 2                | 2                | 2                | 7                | 0 | 0                    | 0                    | 2                    |                      |                      |
| 2017-2018  | Barracuda de San José       | LAH        | 18  | 0                | 2                | 2                | 0                | -                | - | -                    | -                    | -                    |                      |                      |
| Totaux LNH | Totaux LNH                  | Totaux LNH | 870 | 50               | 270              | 320              | 238              | 122              | 6 | 40                   | 46                   | 44                   |                      |                      |

### En équipe nationale
| Année | Compétition                 |   | PJ | B | A | Pts | Pun                         |  | Résultat |
| 2001  | Championnat du monde junior | 7 | 0  | 4 | 4 | 0   | 5e place                    |  |          |
| 2004  | Coupe du monde              | 3 | 0  | 1 | 1 | 0   | Défaite en quarts de finale |  |          |
| 2005  | Championnat du monde        | 7 | 0  | 0 | 0 | 2   | 6e place                    |  |          |
| 2008  | Championnat du monde        | 7 | 1  | 7 | 8 | 0   | 6e place                    |  |          |
| 2014  | Jeux olympiques             | 4 | 0  | 0 | 0 | 0   | 4e place                    |  |          |